# يحيى بن إسحاق السيلحيني
يحيى بن إسحاق، أبو زكريا السيلحيني، والسالحين: من قرى بغداد بالعراق (140هـ‍- 210هـ‍) شيخ صالح، سمع من الشاميين، وابن لهيعة رحل في العلم إلى الحجاز ومصر والشام .وكان ثقة، حافظا لحديثه.

## روايته للحديث النبوي
- حدث عن: يحيى بن أيوب الغافقي، وموسى بن علي بن رباح، وأبان بن يزيد، وحماد بن سلمة، وسعيد بن عبد العزيز الدمشقي، ويزيد بن حيان أخي مقاتل، ومحمد بن سليمان الأصبهاني، وفليح بن سليمان، وعبد العزيز بن الماجشون، والربيع بن بدر، والليث بن سعد، وجعفر بن كيسان.
- حدث عنه: أحمد بن حنبل، وابنا أبي شيبة، وهارون الحمال، ومحمد بن سعد البغدادي، ومحمد بن عبد الله المخرمي، وأحمد بن سيار المروزي، وأحمد بن أبي غرزة الغفاري، والحارث بن أبي أسامة، وبشر بن موسى، وأحمد بن أبي خيثمة، وأحمد بن ملاعب، وعباس الدوري، والحسن بن الصباح البزار، وخلق كثير.

## ثناء العلماء عليه
- قال أبو حاتم بن حبان البستي: ذكره في الثقات وقال: يروى عن الليث وابن لهيعة ويحيى بن أيوب روى عنه أحمد بن حنبل وأهل العراق.
- قال أحمد بن حنبل: شيخ صالح ثقة، وهو صدوق.
- قال ابن حجر العسقلاني: صدوق.
- قال الذهبي: ثقة حافظ.
- قال محمد بن سعد البغدادي كاتب الواقدي: ثقة حافظ لحديثه.
- قال مصنفوا تحرير تقريب التهذيب: ثقة، ولا نعلم فيه جرحا.
- قال يحيى بن معين: صدوق.[3]